# Technicentre Est Européen
Le Technicentre Est Européen est le centre de maintenance de la Société nationale des chemins de fer français (SNCF), construit en 2005 pour les TGV destinés à circuler sur la LGV Est européenne, mise en service sur un premier tronçon le 10 juin 2007. Avant cette date, le centre était dédié aux trains de grandes lignes classiques.

## Caractéristiques
Pour le TGV Est, la SNCF a choisi de transformer l'Établissement de maintenance du matériel de l’Ourcq (EMM), dédié aux voitures Corail et situé à proximité de la gare de Paris-Est, sur les communes de Pantin et de Bobigny (Seine-Saint-Denis), en centre de maintenance des rames « TGV Est ». Deux cent quarante millions d'euros ont été investis en quatre ans dans ce cadre.
En mars 2021, le site de Strasbourg-Neudorf est rattaché au technicentre Est Européen.

## Matériel en maintenance
Ce nouvel atelier a connu une montée en puissance rapide : pour la première fois à la SNCF, les rames lui ont été livrées de manière groupée et non à l'unité.
Les rames TGV ont fait l'objet d'évolutions techniques importantes. Leur vitesse commerciale atteint 320 km/h, contre 300 précédemment (excepté sur une courte section de la LGV Méditerranée). Pour permettre au TGV Est européen de desservir l'Allemagne et la Suisse, le technicentre a accueilli de 2006 à 2012 les rames POS (désormais cédées à Lyria, qui a recentré ses départs et arrivées à Paris-Gare-de-Lyon du fait de l'ouverture de la LGV Rhin-Rhône en 2011), depuis remplacées par un contingent plus important de rames 2N2. Contrairement aux rames Réseau bicourant également hébergées, les TGV POS et 2N2 sont à leur mise en service de nouveaux types de rames, ayant la particularité d'être interopérables.
Le parc en gérance est à l'origine, en 2007, constitué de :
- 140 voitures Corail, assurant les dessertes TER Vallée de la Marne et Intercités Paris – Belfort (Mulhouse jusqu'en décembre 2011) ;
- 52 rames TGV (dont les 19 TGV POS), assurant les liaisons empruntant la LGV Est européenne.

Au 2 janvier 2017, le technicentre gère 50 rames TGV, dont 27 rames Réseau bicourant et 23 rames 2N2 3UA.
Au cours de 2017, l'atelier reçoit 19 automotrices Coradia Liner, afin de remplacer les voitures Corail, âgées d'environ 40 ans, de la liaison Paris-Est – Troyes – Belfort assurée par des trains Intercités,. Il s'agit d'automotrices bimodes, pouvant rouler en mode électrique ou en mode thermique, nécessaires pour ce type de liaison.
Au 3 janvier 2018, le technicentre gère toujours 50 rames TGV, mais qui se répartissent en 31 rames Réseau (dont 26 bicourant et 5 tricourant) et 19 rames 2N2 3UA (en raison du transfert de 4 des 23 rames au Technicentre Sud-Est Européen, en décembre 2017).
En mars 2019, le site assure la maintenance de 51 rames TGV (en l'occurrence 26 rames circulant exclusivement sur le territoire français, 23 rames Euroduplex et 2 rames Ouigo), mais également de 20 rames Régiolis.